# Charles Magnusson
Pour les articles homonymes, voir Magnusson.
Charles Magnusson (né le 26 janvier 1878 à Göteborg, mort le 18 janvier 1948 à Stockholm) est un opérateur, réalisateur et producteur suédois. Il est considéré comme une personnalité importante des débuts du cinéma suédois, à l'origine de ce qui a été qualifié de « miracle du cinéma suédois ».

## Biographie
Charles Magnusson, né en 1878 à Göteborg, est à l'origine du « premier âge d'or du cinéma suédois ». Il voit à Malmö le 28 juin 1896 les premiers films des frères Lumière et est immédiatement séduit par ce nouveau moyen d'expression.
Il commence sa carrière comme opérateur en 1905 pour L'Arrivée du Roi Haakon de Norvège, puis en 1907 où il réalise un reportage sur le président Theodore Roosevelt aux États-Unis. En 1908 il tourne Les Dangers de la vie de pêcheur dans la banlieue d'Oslo. Il est alors engagé par N.H. Nylander, fondateur de l'A.G. Svenska biografeatern, qui lui donne carte blanche. En 1909, il commence ses activités de producteur, sans pour autant être crédité au générique des films qu'il produit. Il engage Carl Engdahl puis Muck Linden, un des meilleurs metteurs en scène de l'époque, et en 1912 les réalisateurs Victor Sjöström et Mauritz Stiller. En 1916, il obtient les droits de production cinématographique des œuvres de la romancière et prix Nobel de littérature Selma Lagerlöf.
Il est directeur de la Svensk Filmindustri de 1919 à 1928.

## Filmographie partielle
- 1909 : Spiskrokvalsen (réalisateur)
- 1909 : Nattmarschen i sanct Eriks grand  (réalisateur)
- 1910 : Pick Me Up ur Flickorna Jackson (réalisateur)
- 1911 : Sjomansdansen (réalisateur)
- 1912 : Sous la coupole du cirque (scénariste)
- 1912 : Un mariage secret (Ett hemligt giftermål) de Victor Sjöström (scénariste)
- 1913 : Sourires et Larmes (Löjen och tårar) de Victor Sjöström (scénariste)
- 1917 : La Fille de la tourbière de Victor Sjöström (producteur)
- 1918 : Les Proscrits
- 1919 : La Voix des ancêtres
- 1919 : Le Trésor d'Arne
- 1919 : Le Testament de sa Grâce
- 1921 : La Charrette fantôme de Victor Sjöström (producteur)
- 1923 : Le Vieux Manoir de Mauritz Stiller (producteur)